# Frits Rosendaal

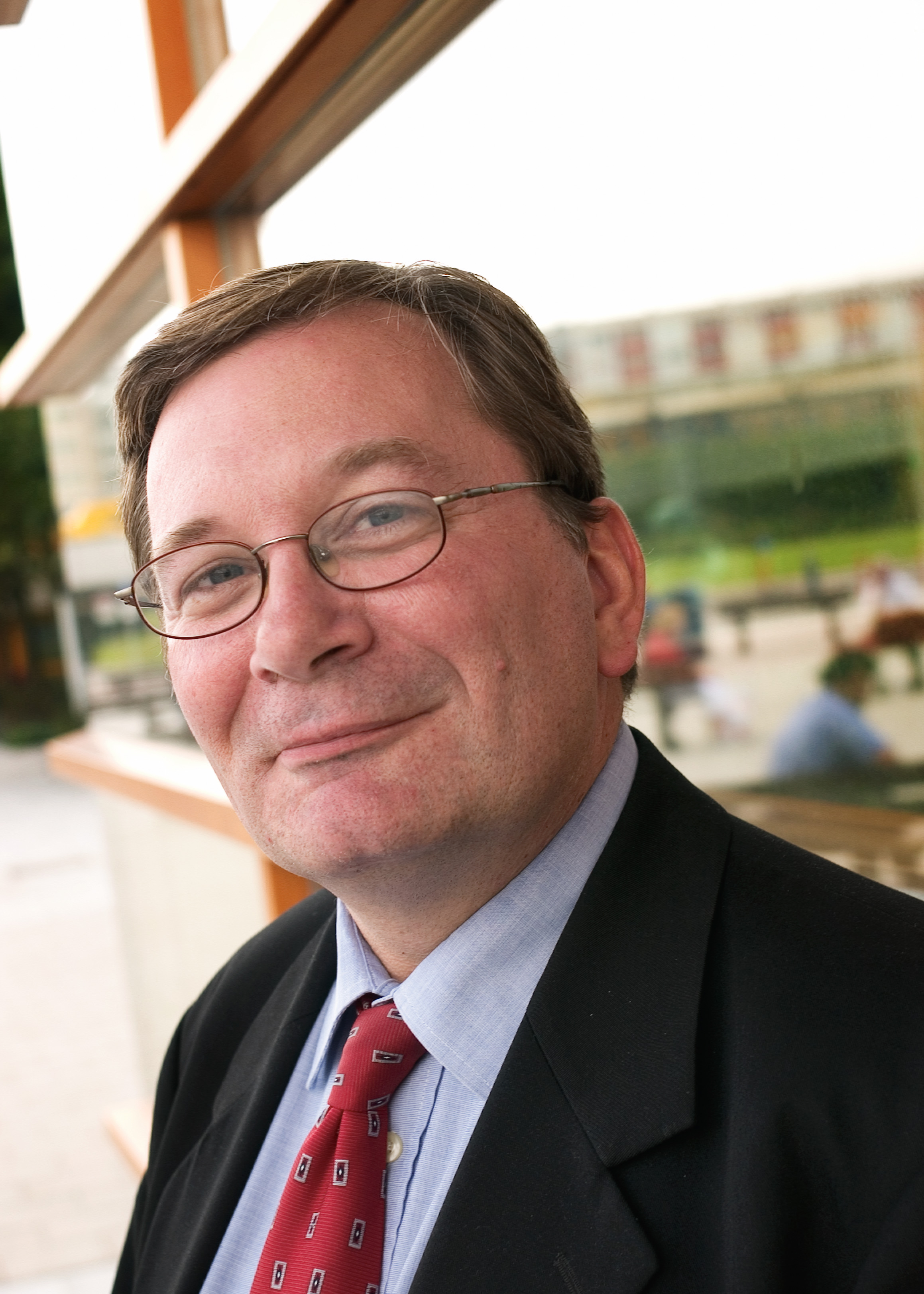
Frits Rosendaal (2002)

Frits Richard Rosendaal (* 5. Oktober 1959 in Rotterdam) ist ein niederländischer Mediziner und Epidemiologe mit besonderem Schwerpunkt auf Thrombose und Hämophilie.
Rosendaal studierte an der Erasmus-Universität Rotterdam Medizin und schloss das Studium 1985 ab. 1989 wurde er an der Universität Leiden mit einer Arbeit über Hämophilie promoviert. Seitdem ist er an dieser Universität tätig, ab 1997 als Professor für Klinische Epidemiologie. Er leitet seit 1999 die Klinische Epidemiologie in Leiden und seit 2007 außerdem die Abteilung Thrombose und Hämostase.
Er befasste sich in seiner Dissertation (Hemophilia: the best of times, the worst of times) mit medizinischen und sozialen Aspekten der Behandlung der Bluterkrankheit insbesondere in Hinblick auf Aids. Er leitete die Leiden Thrombophilia Study (LETS), die verschiedene Risikofaktoren venöser Thrombosen ermittelte (wie Faktor V Leiden, Prothrombin 20210A, hoher Wert von Faktor VIII, IX, XI und TAFI). Seine Untersuchungen ergaben auch, dass Frauen mit dem abnormenn Faktor-V-Leiden-Gen siebenmal häufiger Thrombose entwickeln als der Durchschnitt der Frauen, dass Antibabypillen der 3. Generation zu einer höheren Anfälligkeit für Thrombose führten (insbesondere mit Leiden Faktor V, mit einem zehnmal höheren Thromboserisiko als andere Frauen, die Antibabypillen nehmen). Er war an der europäischen EPCOT-Studie über genetische Ursachen von Thrombose beteiligt, der WRIGHT-Studie (Zusammenhang von Flugreisen und Thrombose), der MEGA-Studie (Einfluss Gene und Umwelt auf Thrombose), alle zur venösen Thrombose. Außerdem war er an Studien über das Koagulationssystem und Herzinfarktrisiko (SMILE) und Antibabypillen und Abnormitäten im Koagulationssystem und Infarkten, Schlaganfall und arteriellen Erkrankungen bei jungen Frauen (RATIO) beteiligt sowie an der niederländischen Studie über Epidemiologie von Übergewicht (NEO).
2002 erhielt er den Spinoza-Preis insbesondere für die Aufklärung (genetischer) Risikofaktoren für Thrombose. 2022 wurde Rosendaal zum Mitglied der Academia Europaea gewählt.
Er ist Vorstand der Niederländischen Gesellschaft für Thrombose und Hämatostase (NVTH) und Vorstand im Rat der International Society on Thrombosis and Haeemostasis (ISTH), Mitglied des Nationalen Gesundheitsrats der Niederlande und Mitglied der Königlich Niederländischen Akademie der Wissenschaften. Er ist Mitherausgeber des Journal of Thrombosis and Haemostasis.

## Schriften
- mit C. Smit, E. Briet: Hemophilia treatment in historical perspective. A review of medical and social devopments. In: Annals of Hematology. Band 62, 1991, S. 5